# Sugar Ray (album)
A Sugar Ray album, a Sugar Ray amerikai együttes negyedik albuma, amelyet 2001-ben adtak ki.

## Számok
1. Answer the Phone – 4:00
2. When It's Over – 3:38
3. Under the Sun – 3:21
4. Satellites – 3:46
5. Waiting – 3:31
6. Ours – 3:23
7. Sorry Now – 3:17
8. Stay On (Featuring Nick Hexum) – 4:31
9. Words to Me – 4:00
10. Just a Little – 3:27
11. Disasterpiece – 2:58